# Farväl, min konkubin
Farväl, min konkubin är en kinesisk dramafilm från 1993 i regi av Chen Kaige. Titeln anspelar på en berömd pekingopera. Filmen är baserad på en roman av Lillian Lee.

## Handling
Handlingen utspelar sig under 50 år. Det handlar om två män och den kvinna som kommer emellan dem. Som pojkar genomgår de den hårda utbildningen till operasångare. Senare genomlider de krig, revolution och värst av allt, kulturrevolutionen.

## Rollista, urval
- Cheng Dieyi ("Douzi") – Leslie Cheung
- Duan Xiaolou ("Shitou") – Zhang Fengyi
- Juxian – Gong Li
- Magister Guan – Qi Lu

## Priser
- Guldpalmen i Cannes 1993
- BAFTA bästa film på icke-engelskt språk 1994
- New York Film Critics Circle för bästa utländskspråkiga film 1993
- Los Angeles Film Critics Association för bästa utländska film 1993
- London Critics Circle Film årets bästa utländskspråkiga film 1995

Den var även nominerad till en Oscar för bästa utländska film vid Oscarsgalan 1994.